# Chuyến bay 178 của Ural Airlines
Chuyến bay 178 của Ural Airlines (U6178) là chuyến bay chở khách theo lịch trình từ sân bay quốc tế Zhukovsky (Moskva, Nga) đến Simferopol, Krym. Chuyến bay đã bị chim mòng biển tấn công và buộc phải hạ cánh xuống cánh đồng ngô gần sân bay Zhukovsky lúc 6:15 sáng giờ Moskva ngày 15 tháng 8 năm 2019. Tất cả 233 người trên máy bay đều sống sót, trong đó có 74 người bị thương, nhưng không ai bị nguy hiểm đến tính mạng.

## Máy bay
Máy bay bị tai nạn là một chiếc Airbus A321-211, được đăng ký tại Bermuda với tên VQ-BOZ, msn 2117. Nó được xây dựng vào năm 2003 và được giao cho Hãng hàng không Síp Thổ Nhĩ Kỳ với tên TC-KTD khi MyTravel Airways không chấp nhận. Sau đó, nó hoạt động cho AtlasGlobal với tên TC-ETR vào năm 2010 và Solaris Airlines vào năm 2011 với tên EI-ERU trước khi được giao cho Ural Airlines vào năm 2011 cũng được đăng ký lại. Chiếc máy bay bị hư hỏng đến mức không thể sửa chữa trong vụ tai nạn.

## Tai nạn
Máy bay bị chim tấn công ngay sau khi cất cánh từ sân bay quốc tế Zhukovsky, Moscow, Nga, đi đến sân bay quốc tế Simferopol, Simferopol, Crimea. Một hành khách đã ghi lại khoảnh khắc khi một đàn hải âu tấn công cả hai động cơ CFM56-5. Con chim đầu tiên gây mất điện hoàn toàn ở động cơ bên trái. Lần va chạm thứ hai với đàn chim làm động cơ bên phải đang tạo ra lực đẩy không đủ để duy trì chuyến bay.
Các phi công (Damir Yusupov  và Georgy Murzin) quyết định tắt cả hai động cơ và chọn cách hạ cánh khẩn cấp ở một cánh đồng ngô gần đường băng sân bay. Máy bay đã hạ cánh cứng trên cánh đồng ngô cách sân bay quốc tế Zhukovsky 5.13 km. Phi công đã chọn không hạ bánh xe để trượt hiệu quả hơn trên cánh đồng ngô.
Mọi người trên chuyến bay đều sống sót. Đã có nhiều tranh cãi về số lượng người bị thương vì các tiêu chí để tính một người thế nào là bị thương không quá nghiêm ngặt. Theo một số liệu báo cáo có 55 người được chăm sóc y tế tại hiện trường, 29 người đã được đưa đến bệnh viện, trong đó 23 người bị thương. Sáu người được nhận vào nằm nội trú. Cuối cùng, số lượng thương tật đã được cố định ở mức 74, không ai trong số họ bị thương nặng.

## Phản ứng
Ngay sau vụ tai nạn, Ural Airlines đã đưa ra một tuyên bố trên Twitter: "Trên chuyến bay U6178 Zhukovsky-Simferopol, khi bay ra khỏi Zhukovsky, đã có một con chim lớn đâm vào động cơ của máy bay. Máy bay đã hạ cánh khẩn cấp." Hãng hàng không ca ngợi sự chuyên nghiệp của các phi công.
Phi công trong chỉ huy Damir Yusupov và sĩ quan đầu tiên Georgy Murzin đã được trao tặng danh hiệu Anh hùng Liên bang Nga; các thành viên phi hành đoàn khác được tặng Huân chương Dũng cảm.